# Maja Delak
Maja Delak, slovenska plesalka in koreografinja, * 24. maj 1969, Novo mesto.
Študirala je sodobni ples na CNDC L'Esquisse v Angersu v Franciji. Med letoma 1993 in 2002 je bila je članica v mednarodni plesni skupini En-Knap.
Leta 2010 je prejela nagrado Prešernovega sklada za predstave Drage drage, Serata Artistica Giovanile in Poti ljubezni in njen neprecenljivi prispevek k afirmaciji sodobnega plesa. Bila je članica v mednarodni plesni skupini En-Knap med letoma 1993 in 2002 ter idejna vodja realizacije gimnazijskega programa za sodobni ples, ki ga izvaja Srednja vzgojiteljska šola in gimnazija Ljubljana, kjer redno poučuje. Leta 2006 je ustanovila zavod Emanat, v katerem si prizadeva za afirmacijo sodobnega plesa – tako s produkcijami predstav kot s knjižnim programom (zbirka Prehodi) ter izobraževanjem.

## Filmografija
- Vrtoglavi ptič (1997) - kratki plesni film